# Europese kampioenschappen beachvolleybal 2019 (mannen)
Het mannentoernooi van de Europese kampioenschappen beachvolleybal 2019 in Moskou vond plaats van 6 tot en met 11 augustus. De Noren Anders Mol en Christian Sørum prolongeerden hun titel tegen de Russen Konstantin Semjonov en Ilja Lesjoekov. Het brons ging naar het Oostenrijkse duo Martin Ermacora en Moritz Pristauz nadat het Poolse tweetal Piotr Kantor en Bartosz Łosiak wegens een blessure van Kantor de troostfinale niet kon spelen.

## Groepsfase
|  | Direct naar laatste 16 |
|  | Naar tussenronde       |

### Groep A
| # | Ploeg             | Punten | Wedstrijden | Wedstrijden | Spelpunten | Spelpunten | Spelpunten | Sets | Sets | Sets  |
| # | Ploeg             | Punten | W           | V           | W          | V          | Ratio      | W    | V    | Ratio |
| - | ----------------- | ------ | ----------- | ----------- | ---------- | ---------- | ---------- | ---- | ---- | ----- |
| 1 | Mol / Sørum       | 6      | 3           | 0           | 98         | 68         | 1,441      | 6    | 1    | 6,000 |
| 2 | Huber / Dressler  | 5      | 2           | 1           | 143        | 142        | 1,007      | 5    | 3    | 1,667 |
| 3 | Pļaviņš / Točs    | 4      | 1           | 2           | 79         | 111        | 0,712      | 2    | 4    | 0,500 |
| 4 | Bykanov / Samodai | 3      | 0           | 3           | 96         | 137        | 0,701      | 1    | 6    | 0,167 |

| Datum      |                   | Score |                   | Set 1    | Set 2    | Set 3    |
| ---------- | ----------------- | ----- | ----------------- | -------- | -------- | -------- |
| 6 augustus | Mol / Sørum       | 2 – 1 | Huber / Dressler  | 21 – 14  | 20 – 22  | 15 – 12  |
| 6 augustus | Pļaviņš / Točs    | 2 – 0 | Bykanov / Samodai | 21 – 17  | 21 – 10  |          |
| 7 augustus | Mol / Sørum       | 2 – 0 | Bykanov / Samodai | 21 – 13  | 21 – 7   |          |
| 7 augustus | Pļaviņš / Točs    | 0 – 2 | Huber / Dressler  | 19 – 21  | 18 – 21  |          |
| 8 augustus | Mol / Sørum       | –     | Pļaviņš / Točs    | Blessure | Blessure | Blessure |
| 8 augustus | Bykanov / Samodai | 1 – 2 | Huber / Dressler  | 21 – 17  | 15 – 21  | 13 – 15  |

### Groep B
| # | Ploeg                     | Punten | Wedstrijden | Wedstrijden | Spelpunten | Spelpunten | Spelpunten | Sets | Sets | Sets  |
| # | Ploeg                     | Punten | W           | V           | W          | V          | Ratio      | W    | V    | Ratio |
| - | ------------------------- | ------ | ----------- | ----------- | ---------- | ---------- | ---------- | ---- | ---- | ----- |
| 1 | Krasilnikov / Stojanovski | 6      | 3           | 0           | 84         | 73         | 1,151      | 6    | 0    | MAX   |
| 2 | Heidrich / Gerson         | 5      | 2           | 1           | 95         | 131        | 0,725      | 4    | 3    | 1,333 |
| 3 | Varenhorst / van de Velde | 4      | 1           | 2           | 141        | 139        | 1,014      | 3    | 5    | 0,600 |
| 4 | Bergmann / Harms          | 3      | 0           | 3           | 120        | 139        | 0,863      | 1    | 6    | 0,167 |

| Datum      |                           | Score |                           | Set 1    | Set 2    | Set 3    |
| ---------- | ------------------------- | ----- | ------------------------- | -------- | -------- | -------- |
| 6 augustus | Krasilnikov / Stojanovski | 2 – 0 | Bergmann / Harms          | 21 – 19  | 21 – 18  |          |
| 6 augustus | Heidrich / Gerson         | 2 – 1 | Varenhorst / van de Velde | 16 – 21  | 21 – 19  | 15 – 11  |
| 7 augustus | Krasilnikov / Stojanovski | 2 – 0 | Varenhorst / van de Velde | 21 – 18  | 21 – 18  |          |
| 7 augustus | Heidrich / Gerson         | 2 – 0 | Bergmann / Harms          | 21 – 18  | 22 – 20  |          |
| 8 augustus | Krasilnikov / Stojanovski | –     | Heidrich / Gerson         | Blessure | Blessure | Blessure |
| 8 augustus | Varenhorst / van de Velde | 2 – 1 | Bergmann / Harms          | 21 – 12  | 18 – 21  | 15 – 12  |

### Groep C
| # | Ploeg                | Punten | Wedstrijden | Wedstrijden | Spelpunten | Spelpunten | Spelpunten | Sets | Sets | Sets  |
| # | Ploeg                | Punten | W           | V           | W          | V          | Ratio      | W    | V    | Ratio |
| - | -------------------- | ------ | ----------- | ----------- | ---------- | ---------- | ---------- | ---- | ---- | ----- |
| 1 | Semjonov / Lesjoekov | 6      | 3           | 0           | 127        | 101        | 1,257      | 6    | 0    | MAX   |
| 2 | Samoilovs / Šmēdiņš  | 5      | 2           | 1           | 119        | 107        | 1,112      | 4    | 2    | 2,000 |
| 3 | Seidl / Waller       | 4      | 1           | 2           | 105        | 115        | 0,913      | 2    | 4    | 0,500 |
| 4 | Kolaric / Basta      | 3      | 0           | 3           | 99         | 127        | 0,780      | 0    | 6    | 0,000 |

| Datum      |                      | Score |                     | Set 1   | Set 2   | Set 3 |
| ---------- | -------------------- | ----- | ------------------- | ------- | ------- | ----- |
| 6 augustus | Semjonov / Lesjoekov | 2 – 0 | Seidl / Waller      | 21 – 15 | 21 – 15 |       |
| 6 augustus | Samoilovs / Šmēdiņš  | 2 – 0 | Kolaric / Basta     | 21 – 15 | 21 – 17 |       |
| 7 augustus | Semjonov / Lesjoekov | 2 – 0 | Kolaric / Basta     | 22 – 20 | 21 – 16 |       |
| 7 augustus | Samoilovs / Šmēdiņš  | 2 – 0 | Seidl / Waller      | 21 – 17 | 21 – 16 |       |
| 8 augustus | Semjonov / Lesjoekov | 2 – 0 | Samoilovs / Šmēdiņš | 21 – 17 | 21 – 18 |       |
| 8 augustus | Kolaric / Basta      | 0 – 2 | Seidl / Waller      | 16 – 21 | 15 – 21 |       |

### Groep D
| # | Ploeg               | Punten | Wedstrijden | Wedstrijden | Spelpunten | Spelpunten | Spelpunten | Sets | Sets | Sets  |
| # | Ploeg               | Punten | W           | V           | W          | V          | Ratio      | W    | V    | Ratio |
| - | ------------------- | ------ | ----------- | ----------- | ---------- | ---------- | ---------- | ---- | ---- | ----- |
| 1 | Ljamin / Myskiv     | 6      | 3           | 0           | 146        | 137        | 1,066      | 6    | 2    | 3,000 |
| 2 | Giginoğlu / Göğtepe | 5      | 2           | 1           | 160        | 153        | 1,046      | 5    | 4    | 1,250 |
| 3 | Fijałek / Bryl      | 4      | 1           | 2           | 147        | 155        | 0,948      | 3    | 4    | 0,750 |
| 4 | Andreatta / Abbiati | 3      | 0           | 3           | 158        | 166        | 0,952      | 3    | 6    | 0,500 |

| Datum      |                     | Score |                     | Set 1   | Set 2   | Set 3   |
| ---------- | ------------------- | ----- | ------------------- | ------- | ------- | ------- |
| 6 augustus | Fijałek / Bryl      | 1 – 2 | Giginoğlu / Göğtepe | 21 – 19 | 18 – 21 | 11 – 15 |
| 6 augustus | Ljamin / Myskiv     | 2 – 1 | Andreatta / Abbiati | 14 – 21 | 21 – 19 | 15 – 11 |
| 7 augustus | Fijałek / Bryl      | 2 – 1 | Andreatta / Abbiati | 25 – 27 | 21 – 18 | 15 – 13 |
| 7 augustus | Ljamin / Myskiv     | 2 – 1 | Giginoğlu / Göğtepe | 18 – 21 | 21 – 17 | 15 – 12 |
| 8 augustus | Fijałek / Bryl      | 0 – 2 | Ljamin / Myskiv     | 18 – 21 | 18 – 21 |         |
| 8 augustus | Andreatta / Abbiati | 1 – 2 | Giginoğlu / Göğtepe | 15 – 21 | 21 – 19 | 13 – 15 |

### Groep E
| # | Ploeg              | Punten | Wedstrijden | Wedstrijden | Spelpunten | Spelpunten | Spelpunten | Sets | Sets | Sets  |
| # | Ploeg              | Punten | W           | V           | W          | V          | Ratio      | W    | V    | Ratio |
| - | ------------------ | ------ | ----------- | ----------- | ---------- | ---------- | ---------- | ---- | ---- | ----- |
| 1 | Brouwer / Meeuwsen | 6      | 3           | 0           | 138        | 119        | 1,160      | 6    | 1    | 6,000 |
| 2 | Nicolai / Lupo     | 5      | 2           | 1           | 123        | 108        | 1,139      | 4    | 2    | 2,000 |
| 3 | Doppler / Horst    | 4      | 1           | 2           | 124        | 128        | 0,969      | 3    | 4    | 0,750 |
| 4 | Gorbenko / Ivanov  | 3      | 0           | 3           | 96         | 126        | 0,762      | 0    | 6    | 0,000 |

| Datum      |                    | Score |                    | Set 1   | Set 2   | Set 3   |
| ---------- | ------------------ | ----- | ------------------ | ------- | ------- | ------- |
| 6 augustus | Nicolai / Lupo     | 2 – 0 | Gorbenko / Ivanov  | 21 – 16 | 21 – 17 |         |
| 6 augustus | Brouwer / Meeuwsen | 2 – 1 | Doppler / Horst    | 16 – 21 | 21 – 18 | 15 – 12 |
| 7 augustus | Nicolai / Lupo     | 2 – 0 | Doppler / Horst    | 21 – 13 | 21 – 18 |         |
| 7 augustus | Brouwer / Meeuwsen | 2 – 0 | Gorbenko / Ivanov  | 21 – 14 | 21 – 15 |         |
| 8 augustus | Nicolai / Lupo     | 0 – 2 | Brouwer / Meeuwsen | 21 – 23 | 18 – 21 |         |
| 8 augustus | Doppler / Horst    | 2 – 0 | Gorbenko / Ivanov  | 21 – 16 | 21 – 18 |         |

### Groep F
| # | Ploeg                  | Punten | Wedstrijden | Wedstrijden | Spelpunten | Spelpunten | Spelpunten | Sets | Sets | Sets  |
| # | Ploeg                  | Punten | W           | V           | W          | V          | Ratio      | W    | V    | Ratio |
| - | ---------------------- | ------ | ----------- | ----------- | ---------- | ---------- | ---------- | ---- | ---- | ----- |
| 1 | Herrera / Gavira       | 6      | 3           | 0           | 127        | 101        | 1,257      | 6    | 0    | MAX   |
| 2 | Beeler / Krattiger     | 5      | 2           | 1           | 145        | 144        | 1,007      | 4    | 4    | 1,000 |
| 3 | Carambula / Rossi      | 4      | 1           | 2           | 123        | 125        | 0,984      | 3    | 4    | 0,750 |
| 4 | Choedjakov / Velitsjko | 3      | 0           | 3           | 113        | 128        | 0,819      | 1    | 6    | 0,167 |

| Datum      |                        | Score |                        | Set 1   | Set 2   | Set 3   |
| ---------- | ---------------------- | ----- | ---------------------- | ------- | ------- | ------- |
| 6 augustus | Herrera / Gavira       | 2 – 0 | Beeler / Krattiger     | 22 – 20 | 21 – 18 |         |
| 6 augustus | Carambula / Rossi      | 2 – 0 | Choedjakov / Velitsjko | 21 – 14 | 21 – 16 |         |
| 7 augustus | Herrera / Gavira       | 2 – 0 | Choedjakov / Velitsjko | 21 – 15 | 21 – 16 |         |
| 7 augustus | Carambula / Rossi      | 1 – 2 | Beeler / Krattiger     | 21 – 17 | 17 – 21 | 11 – 15 |
| 8 augustus | Herrera / Gavira       | 2 – 0 | Carambula / Rossi      | 21 – 16 | 21 – 16 |         |
| 8 augustus | Choedjakov / Velitsjko | 1 – 2 | Beeler / Krattiger     | 18 – 21 | 21 – 18 | 13 – 15 |

### Groep G
| # | Ploeg               | Punten | Wedstrijden | Wedstrijden | Spelpunten | Spelpunten | Spelpunten | Sets | Sets | Sets  |
| # | Ploeg               | Punten | W           | V           | W          | V          | Ratio      | W    | V    | Ratio |
| - | ------------------- | ------ | ----------- | ----------- | ---------- | ---------- | ---------- | ---- | ---- | ----- |
| 1 | Perušič / Schweiner | 6      | 3           | 0           | 160        | 147        | 1,088      | 6    | 3    | 2,000 |
| 2 | Ermacora / Pristauz | 5      | 2           | 1           | 144        | 141        | 1,021      | 5    | 3    | 1,667 |
| 3 | Kantor / Łosiak     | 4      | 1           | 2           | 148        | 142        | 1,042      | 4    | 4    | 1,000 |
| 4 | Nõlvak / Tiisaar    | 3      | 0           | 3           | 112        | 134        | 0,836      | 1    | 6    | 0,167 |

| Datum      |                     | Score |                     | Set 1   | Set 2   | Set 3   |
| ---------- | ------------------- | ----- | ------------------- | ------- | ------- | ------- |
| 6 augustus | Kantor / Łosiak     | 2 – 0 | Nõlvak / Tiisaar    | 21 – 16 | 21 – 15 |         |
| 6 augustus | Perušič / Schweiner | 2 – 1 | Ermacora / Pristauz | 21 – 17 | 18 – 21 | 15 – 9  |
| 7 augustus | Kantor / Łosiak     | 1 – 2 | Ermacora / Pristauz | 21 – 19 | 19 – 21 | 12 – 15 |
| 7 augustus | Perušič / Schweiner | 2 – 1 | Nõlvak / Tiisaar    | 21 – 19 | 14 – 21 | 15 – 6  |
| 8 augustus | Kantor / Łosiak     | 1 – 2 | Perušič / Schweiner | 19 – 21 | 21 – 19 | 14 – 16 |
| 8 augustus | Ermacora / Pristauz | 2 – 0 | Nõlvak / Tiisaar    | 21 – 17 | 21 – 18 |         |

### Groep H
| # | Ploeg                   | Punten | Wedstrijden | Wedstrijden | Spelpunten | Spelpunten | Spelpunten | Sets | Sets | Sets  |
| # | Ploeg                   | Punten | W           | V           | W          | V          | Ratio      | W    | V    | Ratio |
| - | ----------------------- | ------ | ----------- | ----------- | ---------- | ---------- | ---------- | ---- | ---- | ----- |
| 1 | Thole / Wickler         | 6      | 3           | 0           | 84         | 62         | 1,355      | 6    | 0    | MAX   |
| 2 | Popov / Hordeev         | 5      | 2           | 1           | 73         | 81         | 0,901      | 4    | 2    | 2,000 |
| 3 | Koekelkoren / van Walle | 4      | 1           | 2           | 72         | 86         | 0,837      | 2    | 4    | 0,500 |
| 4 | Walkenhorst / Winter    | 3      | 0           | 3           | 0          | 126        | 0,000      | 0    | 6    | 0,000 |

| Datum      |                         | Score |                         | Set 1    | Set 2    | Set 3    |
| ---------- | ----------------------- | ----- | ----------------------- | -------- | -------- | -------- |
| 6 augustus | Thole / Wickler         | –     | Walkenhorst / Winter    | Blessure | Blessure | Blessure |
| 6 augustus | Koekelkoren / van Walle | 0 – 2 | Popov / Hordeev         | 18 – 21  | 21 – 23  |          |
| 7 augustus | Thole / Wickler         | 2 – 0 | Popov / Hordeev         | 21 – 13  | 21 – 16  |          |
| 7 augustus | Koekelkoren / van Walle | –     | Walkenhorst / Winter    | Blessure | Blessure | Blessure |
| 8 augustus | Thole / Wickler         | 2 – 0 | Koekelkoren / van Walle | 21 – 16  | 21 – 17  |          |
| 8 augustus | Walkenhorst / Winter    | –     | Popov / Hordeev         | Blessure | Blessure | Blessure |

## Knockoutfase

### Tussenronde
| Datum      | Wedstrijd | Team 1              | Score | Team 2                    | Set 1    | Set 2    | Set 3    |
| ---------- | --------- | ------------------- | ----- | ------------------------- | -------- | -------- | -------- |
| 9 augustus | 1         | Heidrich / Gerson   | 2 – 1 | Seidl / Waller            | 23 – 25  | 21 – 19  | 16 – 14  |
| 9 augustus | 2         | Giginoğlu / Göğtepe | 0 – 2 | Doppler / Horst           | 13 – 21  | 27 – 29  |          |
| 9 augustus | 3         | Huber / Dressler    | 0 – 2 | Fijałek / Bryl            | 15 – 21  | 12 – 21  |          |
| 9 augustus | 4         | Popov / Hordeev     | 0 – 2 | Kantor / Łosiak           | 15 – 21  | 18 – 21  |          |
| 9 augustus | 5         | Beeler / Krattiger  | 0 – 2 | Varenhorst / van de Velde | 15 – 21  | 13 – 21  |          |
| 9 augustus | 6         | Nicolai / Lupo      | –     | Pļaviņš / Točs            | Blessure | Blessure | Blessure |
| 9 augustus | 7         | Samoilovs / Šmēdiņš | 1 – 2 | Carambula / Rossi         | 21 – 19  | 20 – 22  | 16 – 18  |
| 9 augustus | 8         | Ermacora / Pristauz | 2 – 0 | Koekelkoren / van Walle   | 21 – 16  | 21 – 16  |          |

### Eindronde
| Achtste finale | Achtste finale            | Achtste finale | Achtste finale | Achtste finale |  |    | Kwartfinale         | Kwartfinale          | Kwartfinale | Kwartfinale | Kwartfinale |  |  | Halve finale | Halve finale         | Halve finale | Halve finale | Halve finale |  |              | Finale          | Finale               | Finale       | Finale       | Finale |
|                |                           |                |                |                |  |    |                     |                      |             |             |             |  |  |              |                      |              |              |              |  |              |                 |                      |              |              |        |
| 1              | Mol / Sørum               | 21             | 26             |                |  |    |                     |                      |             |             |             |  |  |              |                      |              |              |              |  |              |                 |                      |              |              |        |
| 15             | Heidrich / Gerson         | 14             | 24             |                |  |    | 1                   | Mol / Sørum          | 21          | 21          |             |  |  |              |                      |              |              |              |  |              |                 |                      |              |              |        |
| 8              | Thole / Wickler           | 21             | 21             |                |  | 8  | Thole / Wickler     | 17                   | 15          |             |             |  |  |              |                      |              |              |              |  |              |                 |                      |              |              |        |
| 21             | Doppler / Horst           | 12             | 15             |                |  |    |                     |                      |             |             |             |  |  | 1            | Mol / Sørum          | 22           | 21           | 15           |  |              |                 |                      |              |              |        |
| 12             | Brouwer / Meeuwsen        |                |                |                |  |    |                     |                      |             |             |             |  |  | 7            | Kantor / Łosiak      | 24           | 19           | 9            |  |              |                 |                      |              |              |        |
| 4              | Fijałek / Bryl            |                |                |                |  |    | 12                  | Brouwer / Meeuwsen   | 21          | 17          | 11          |  |  |              |                      |              |              |              |  |              |                 |                      |              |              |        |
| 13             | Ljamin / Myskiv           | 17             | 20             |                |  | 7  | Kantor / Łosiak     | 18                   | 21          | 15          |             |  |  |              |                      |              |              |              |  |              |                 |                      |              |              |        |
| 7              | Kantor / Łosiak           | 21             | 22             |                |  |    |                     |                      |             |             |             |  |  |              |                      |              |              |              |  |              | 1               | Mol / Sørum          | 21           | 21           |        |
| 3              | Semjonov / Lesjoekov      | 14             | 21             | 15             |  |    |                     |                      |             |             |             |  |  |              |                      |              |              |              |  |              | 3               | Semjonov / Lesjoekov | 12           | 18           |        |
| 18             | Varenhorst / van de Velde | 21             | 13             | 12             |  |    | 3                   | Semjonov / Lesjoekov | 21          | 22          |             |  |  |              |                      |              |              |              |  |              |                 |                      |              |              |        |
| 6              | Herrera / Gavira          | 18             | 21             | 7              |  | 5  | Nicolai / Lupo      | 17                   | 20          |             |             |  |  |              |                      |              |              |              |  |              |                 |                      |              |              |        |
| 5              | Nicolai / Lupo            | 21             | 15             | 15             |  |    |                     |                      |             |             |             |  |  | 3            | Semjonov / Lesjoekov | 21           | 21           |              |  |              |                 |                      |              |              |        |
| 10             | Perušič / Schweiner       |                |                |                |  |    |                     |                      |             |             |             |  |  | 23           | Ermacora / Pristauz  | 17           | 16           |              |  |              |                 |                      |              |              |        |
| 11             | Carambula / Rossi         |                |                |                |  |    | 10                  | Perušič / Schweiner  | 21          | 18          |             |  |  |              |                      |              |              |              |  | Troostfinale | Troostfinale    | Troostfinale         | Troostfinale | Troostfinale |        |
| 2              | Krasilnikov / Stojanovski | 13             | 19             |                |  | 23 | Ermacora / Pristauz | 23                   | 21          |             |             |  |  |              |                      |              |              |              |  | 7            | Kantor / Łosiak |                      |              |              |        |
| 23             | Ermacora / Pristauz       | 21             | 21             |                |  |    |                     |                      |             |             |             |  |  |              |                      |              |              |              |  |              | 23              | Ermacora / Pristauz  |              |              |        |